# نیکلاس فریدرایش
نیکلاس فریدرایش (آلمانی: Nikolaus Friedreich؛ ۳۱ ژوئیهٔ ۱۸۲۶ – ۶ ژوئیهٔ ۱۸۸۲) یک استاد دانشگاه، متخصص مغز و اعصاب، آسیب‌شناس و عصب‌شناس اهل آلمان بود. او نوهٔ پاتولوژیست آلمانی «نیکلاس آنتون فریدرایش» است که نخستین کسی بود که «فلج ایدیوپاتیک عضلات صورت» را توصیف کرد که بعدها فلج بل نام گرفت.
او پژوهش‌هایی در زمینهٔ دیستروفی ماهیچه‌ای، آتاکسی نخاعی و تومورهای مغزی دارد و نامش امروزه با آتاکسی فردریش و همچنین علامت فریدرایش گره خورده‌است.